# Cmentarz żydowski w Środzie Śląskiej
Cmentarz żydowski w Środzie Śląskiej – założony w 1844, zajmował powierzchnię 0,21 ha. Cmentarz znajduje się przy ul. Górnej. Został zniszczony w XX wieku, a na jego miejscu wybudowano szkołę. W 2001 na terenie pocmentarnym ustawiono pomnik ku czci pochowanych tam osób. 